# Radiotelefonista
Radiotelefonista é o rádio-operador que trafega informações na forma de dados e fonia por meio de ondas rádio-elétricas (RF) ou por meio físico (cobre ou fibra ótica), podendo ser da área comercial ou militar, bem como do Serviço Móvel Marítimo ou Móvel Aeronáutico.

## Classes de radiotelefonistas
- (RFG) geral (operação internacional)
- (RFR) restrito (operação local)